# Jack Maitland
Pour les articles homonymes, voir Maitland.
Jack Maitland, né en 1962 à Aboyne, est un coureur de fond écossais spécialisé en course en montagne et un entraîneur de triathlon. Il est champion de Grande-Bretagne de fell running 1986 et a remporté Sierre-Zinal en 1985.

## Biographie
Jack fait ses débuts en compétition en course d'orientation en 1975 et rejoint l'équipe junior d'Écosse. En 1978, il est sélectionné dans l'équipe junior britannique lors d'une tournée en Scandinavie. Il fait la connaissance de Colin Donnelly à l'université d'Aberdeen qui lui fait découvrir la discipline du fell running. Il prend part à ses premières courses en 1980. Il obtient rapidement de bons résultats en terminant deuxième junior à Carnethy et quatrième au général à Wansfell. Il fait également ses débuts en course sur route au début des années 1980 et s'essaie au marathon,.
Inspiré par la victoire de Jeff Norman en 1975, il se rend en Suisse durant l'été 1985 avec l'intention de participer à la mythique course Sierre-Zinal. Le 4 août, il domine la course Thyon-Dixence et s'impose avec plus de quatre minutes d'avance sur Mike Short en battant au passage le record du parcours de plus d'une minute. La semaine suivante à Sierre-Zinal, il prend un départ prudent puis rattrape gentiment le peloton de tête mené par Fritz Hänni. Il lance son attaque dans la descente finale et s'impose pour 17 secondes devant le Bernois. En novembre 1985, il se rend en Nouvelle-Zélande pour faire des cartes d'orientation. Son commanditaire organise également le triathlon de Taupo et lui propose de participer. Jack s'y essaie et termine troisième.
Au printemps 1986, il rentre en Europe et se concentre sur les championnats de Grande-Bretagne de fell running. Il remporte les trois premières courses de Llanbedr-Blaenavon, Moel Eilio et Eildon Two Hills. Il termine ensuite quatrième à Wasdale, s'assurant mathématiquement du titre face à son plus proche rival Colin Donnelly. En juillet, il participe à la course de montagne Annecy-Le Semnoz. On lui annonce qu'un triathlon se déroule à Annecy la semaine suivante. N'ayant pas de vélo avec lui, il demande aux organisateurs de lui en prêter un pour pouvoir participer et avec lequel termine deuxième.
Le 29 janvier 1989, il prend le départ de la Course Guinness du Mont Cameroun. Le vainqueur 1974, David Ngou Njombe, effectue l'ascension jusqu'au premier refuge en 23 minutes, soit 20 de moins que le temps mis par Mike Short lors de son dernier record. Un temps impossible à réaliser selon la plupart des athlètes. Les locaux expliquent cette performance par le fait que Njombe a utilisé de la magie pour se téléporter. Jack parvient finalement à le rattraper et le double dans les derniers 500 mètres pour remporter la victoire. Dans l'incapacité de prouver qu'il a triché, les organisateurs laissent à Njombe le bénéfice du doute et il conserve sa deuxième place,. Le 16 septembre, il prend le départ du parcours long au Trophée mondial de course en montagne à Die. Il se classe meilleur Britannique en dixième position. Le 24 novembre, il se rend au Népal pour participer à l'Everest Marathon. Il remporte la victoire en signant un nouveau record 3 h 59 min 4 s, record qui tiendra pendant 10 ans.
Estimant avoir atteint son maximum en course de montagne, il décide de se concentrer sur le triathlon, préférant également la compétition en équipe. Il prend part à l'épreuve de démonstration aux Jeux du Commonwealth de 1990 à Auckland puis rejoint l'équipe nationale. Peu enclin à suivre les conseils d'un entraîneur, il apporte cependant sa contribution à l'équipe en faisant partager son expérience de coureur. Il apprend cependant à se familiariser avec le métier d'entraîneur sans pour autant utiliser les méthodes scientifiques, préférant se fier à son instinct et à observer les résultats obtenus en compétition. Il prend sous son aile les frères Alistair et Jonathan Brownlee en qui il détecte un très bon potentiel.
Il s'associe avec Simon Ward et fonde le Leeds Triathlon Centre en 2001.

## Palmarès
| no  | masculin           | Course                                                | Longueur | Départ             | Temps           |
| --- | ------------------ | ----------------------------------------------------- | -------- | ------------------ | --------------- |
| 2e  | Médaille d'argent  | Course du Ben Nevis                                   | 14 km    | 1er septembre 1984 | 1 h 26 min 6 s  |
| 2e  | Médaille d'argent  | Three Peaks Race                                      | 35,4 km  | 28 avril 1985      | 2 h 50 min 16 s |
| 2e  | Médaille d'argent  | Course du Snowdon                                     | 15,35 km | 20 juillet 1985    | 1 h 3 min 43 s  |
| 1re | Médaille d'or      | Thyon-Dixence                                         | 16,35 km | 4 août 1985        | 1 h 10 min 30 s |
| 1re | Médaille d'or      | Sierre-Zinal                                          | 31 km    | 11 août 1985       | 2 h 36 min 11 s |
| 2e  | Médaille d'argent  | Thyon-Dixence                                         | 16,35 km | 2 août 1987        | 1 h 13 min 13 s |
| 2e  | Médaille d'argent  | Course du Snowdon                                     | 15,35 km | 16 juillet 1988    | 1 h 5 min 21 s  |
| 2e  | Médaille d'argent  | Sierre-Zinal                                          | 31 km    | 14 août 1988       | 2 h 36 min 20 s |
| 3e  | Médaille de bronze | Course du Cervin                                      | 12 km    | 28 août 1988       | 1 h 0 min 22 s  |
| 1re | Médaille d'or      | Course Guinness du mont Cameroun                      | 31 km    | 29 janvier 1989    | 3 h 47 min 34 s |
| 1re | Médaille d'or      | Marathon de l'Everest                                 | 42,2 km  | 24 novembre 1989   | 3 h 59 min 4 s  |
| 10e | 10e                | Trophée mondial de course en montagne - Parcours long | 16,38 km | 16 septembre 1989  | 1 h 16 min 44 s |